# Прокшино (деревня, Москва)
Прокшино — деревня в Новомосковском административном округе Москвы (до 1 июля 2012 года была в составе Ленинского района Московской области). Входит в состав района Коммунарка.

## Население
| 1859 | 1890 | 1899 | 1926 | 2002 | 2006 | 2010 |
| ---- | ---- | ---- | ---- | ---- | ---- | ---- |
| 67   | ↗87  | ↗101 | ↗124 | ↘22  | ↘17  | ↗32  |

Согласно Всероссийской переписи, в 2002 году в деревне проживало 22 человека (7 мужчин и 15 женщин).

## География
Деревня Прокшино находится в северо-восточной части Новомосковского административного округа, примерно в 23 км к юго-западу от центра города Москвы и 6 км к юго-востоку от центра города Московский.
В 1 км к юго-востоку от деревни проходит Калужское шоссе А130, в 5 км к северу — Киевское шоссе М3, в 5 км к северо-востоку — Московская кольцевая автодорога, в 9 км к востоку — линия Курского направления Московской железной дороги. Ближайшие населённые пункты — деревни Макарово и Сосенки.
К деревне приписано одноимённое садоводческое товарищество.

## История
Название, предположительно, произошло от имени Прокша — производной формы календарного личного имени Прокофий.
В «Списке населённых мест» 1862 года — владельческое сельцо 1-го стана Подольского уезда Московской губернии по правую сторону старокалужского тракта, в 17 верстах от уездного города и 32 верстах от становой квартиры, при прудах, с 10 дворами и 67 жителями (31 мужчина, 36 женщин).
По данным на 1899 год — деревня Десенской волости Подольского уезда с 101 жителем.
В 1913 году — 18 дворов, имения Курова и Бенедиктова.
По материалам Всесоюзной переписи населения 1926 года — деревня Никольско-Хованьского сельсовета Десенской волости Подольского уезда в 1,1 км от Калужского шоссе и 10,7 км от станции Бутово Курской железной дороги, проживало 124 жителя (58 мужчин, 66 женщин), насчитывалось 26 крестьянских хозяйств.
С 1929 до 2012 гг. — населённый пункт Московской области в составе Красно-Пахорского района (1929—1946); Калининского района (1946—1957); Ленинского района (1957—1960, 1965—2012); Ульяновского района (1960—1963); Ленинского укрупнённого сельского района (1963—1965).
С 2012 года — в составе города Москвы.